# Pteris mutilata
Pteris mutilata là một loài dương xỉ trong họ Pteridaceae. Loài này được L. mô tả khoa học đầu tiên năm 1753.